# آلشتيت
آل اشتد (بالألمانية: Allstedt) هي بلدة ألمانية تقع في ألمانيا في Mansfeld-Südharz. يقدر عدد سكانها بـ 8,407 نسمة .

## المدن التوأمة
مدينة ترندلبورغ هي مدينة توأمة لـآل اشتد.

## أعلام
- كارل يوهان أوغست مولر
- يوهان كارل ويلهلم فويجت
- يوهان كارل فيشر